# Jiří Dienstbier (ur. 1969)
Jiří Dienstbier (ur. 27 maja 1969 w Waszyngtonie) – czeski polityk i prawnik, adwokat, senator, wiceprzewodniczący Czeskiej Partii Socjaldemokratycznej. Kandydat w wyborach prezydenckich w Czechach w 2013, minister ds. praw człowieka i równouprawnienia od 2013 do 2016. Syn Jiříego Dienstbiera.

## Życiorys
Urodził się w Stanach Zjednoczonych, gdzie jego ojciec Jiří Dienstbier, późniejszy dysydent i polityk, pracował jako dziennikarz. Jego matka Zuzana Dienstbierová należała do sygnatariuszy Karty 77. Z powodu opozycyjnej działalności rodziców miał ograniczony dostęp do wykształcenia, ostatecznie pod koniec lat 80. mógł podjąć studia na wydziale mechanicznym Politechniki Czeskiej w Pradze.
W czasie studiów zaangażował się w niezależny ruch studencki. W 1989 był współzałożycielem opozycyjnego stowarzyszenia studenckiego STUHA. Był członkiem studenckiej komisji strajkowej i członkiem grupy, która zorganizowała masową demonstrację z 17 listopada 1989 w ramach aksamitnej rewolucji. Reprezentował środowiska studenckie w Forum Obywatelskim. W 1990 z ramienia tej organizacji uzyskał mandat posła do jednej z izb Zgromadzenia Federalnego Czeskiej i Słowackiej Republiki Federalnej, który wykonywał do 1992.
Również w 1990 przeszedł również na studia prawnicze na Uniwersytecie Karola w Pradze. Ukończył prawo w 1997, uzyskując uprawnienia adwokata. Podjął praktykę zawodową w ramach kancelarii prawniczej założonej przez byłego premiera Mariána Čalfę, później został jednym z jej partnerów. Powoływany w skład różnych rad nadzorczych m.in. Bohemians 1905.
Od 1991 był członkiem Ruchu Obywatelskiego, do którego dołączył wraz z ojcem. W latach 1994–1998 i ponownie od 2006 do 2010 był radnym dzielnicy Praga 2. W 1997 dołączył do Czeskiej Partii Socjaldemokratycznej. Od 2011 do 2013 pełnił funkcję wiceprzewodniczącego ČSSD.
W 2010 bezskutecznie kandydował do Izby Poselskiej. W wyborach samorządowych w 2010 był liderem listy wyborczej socjaldemokratów w Pradze, uzyskując mandat radnego miasta. Wystąpił następnie przeciwko ponownemu zawiązaniu koalicji ČSSD z Obywatelską Partią Demokratyczną, zarzucając tej ostatniej liczne nadużycia.
W 2011 zwyciężył w drugiej turze przedterminowych wyborów do Senatu w okręgu Kladno, które rozpisano po śmierci jego ojca. Poza socjaldemokratami poparła do także Partia Zielonych. Już po wygranej, od 25 do 26 marca 2011, formalnie wykonywał mandat deputowanego do Izby Poselskiej, zastępując Martina Pecinę. Następnie przeszedł do wykonywania mandatu senatora.
19 maja 2012 Jiří Dienstbier uzyskał oficjalną rekomendację Czeskiej Partii Socjaldemokratycznej jako kandydat na prezydenta w pierwszych bezpośrednich wyborach na ten urząd. W pierwszej turze głosowania Jiří Dienstbier otrzymał 16,12% głosów. Zajął 4. miejsce wśród 9 kandydatów. W 2014 zapewnił sobie natomiast senacką reelekcję, ponownie wygrywając w drugiej turze głosowania.
29 stycznia 2014 dołączył do koalicyjnego rządu Bohuslava Sobotki jako minister ds. praw człowieka i równouprawnienia oraz przewodniczący Rady Legislacyjnej. Zakończył urzędowanie 30 listopada 2016. W 2020 utracił miejsce w Senacie, przegrywając w pierwszej turze głosowania.

## Życie prywatne
Jest stanu wolnego, ma syna Jirego.